# キリスト教保守社会同盟
キリスト教保守社会同盟（キリストきょうほしゅしゃかいどうめい、リトアニア語: Krikščionių konservatorių socialinė sąjunga、略称：KKSS）は、リトアニアのキリスト教中道右派政党。保守ともいわれる。
穏健保守同盟とキリスト教系の青年団体が合併し、2004年に成立。党首は穏健保守同盟時代から継続してゲディミナス・ヴァグノリウス (Gediminas Vagnorius) 。
2004年リトアニア議会選挙では、得票率 2.0 % にとどまり議席を獲得することはできなかった。2009年欧州議会選挙でも得票率は 2.85 % にとどまり議席を逃している。
2010年3月29日、リトアニア・キリスト教民主党 (Lietuvos krikščioniškosios demokratijos partija) と合併し、キリスト教党 (Krikščionių partija) となった。なお、キリスト教党は、2013年10月26日に労働党に吸収された。